# شهر معبدی

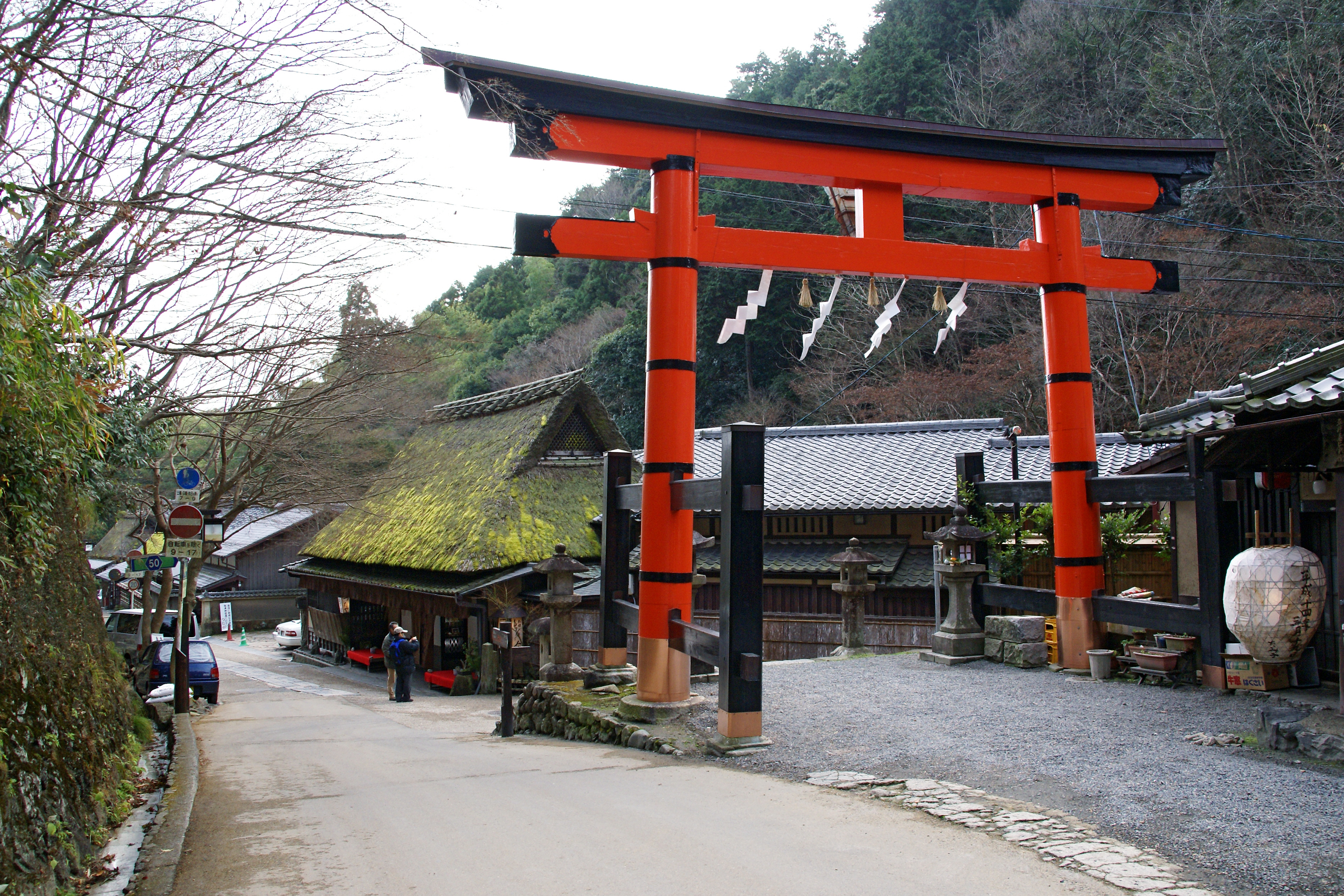
ساگا تورییموتو

شهر معبدی، مونزنماچی (به ژاپنی: 門前町 もんぜんまち)، شهری که پیرامون یک معبد یا زیارتگاه مهم شکل گرفته است. به‌طور خاص، در مورد زیارتگاه‌ها، آنها را توریما ماچی (鳥居前町 とりいまえまちشهر روبروی زیارتگاه) می‌نامند.